# Polski samolot Tu-154M nr boczny 101

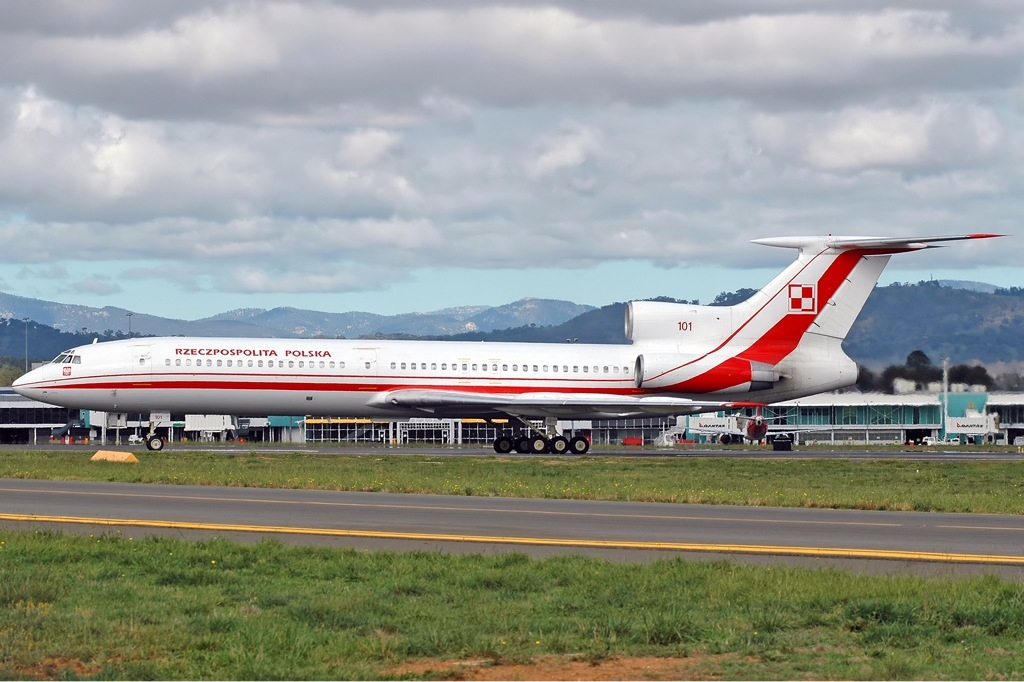
Tu-154M nr 101 na lotnisku w Canberze (2007 rok)

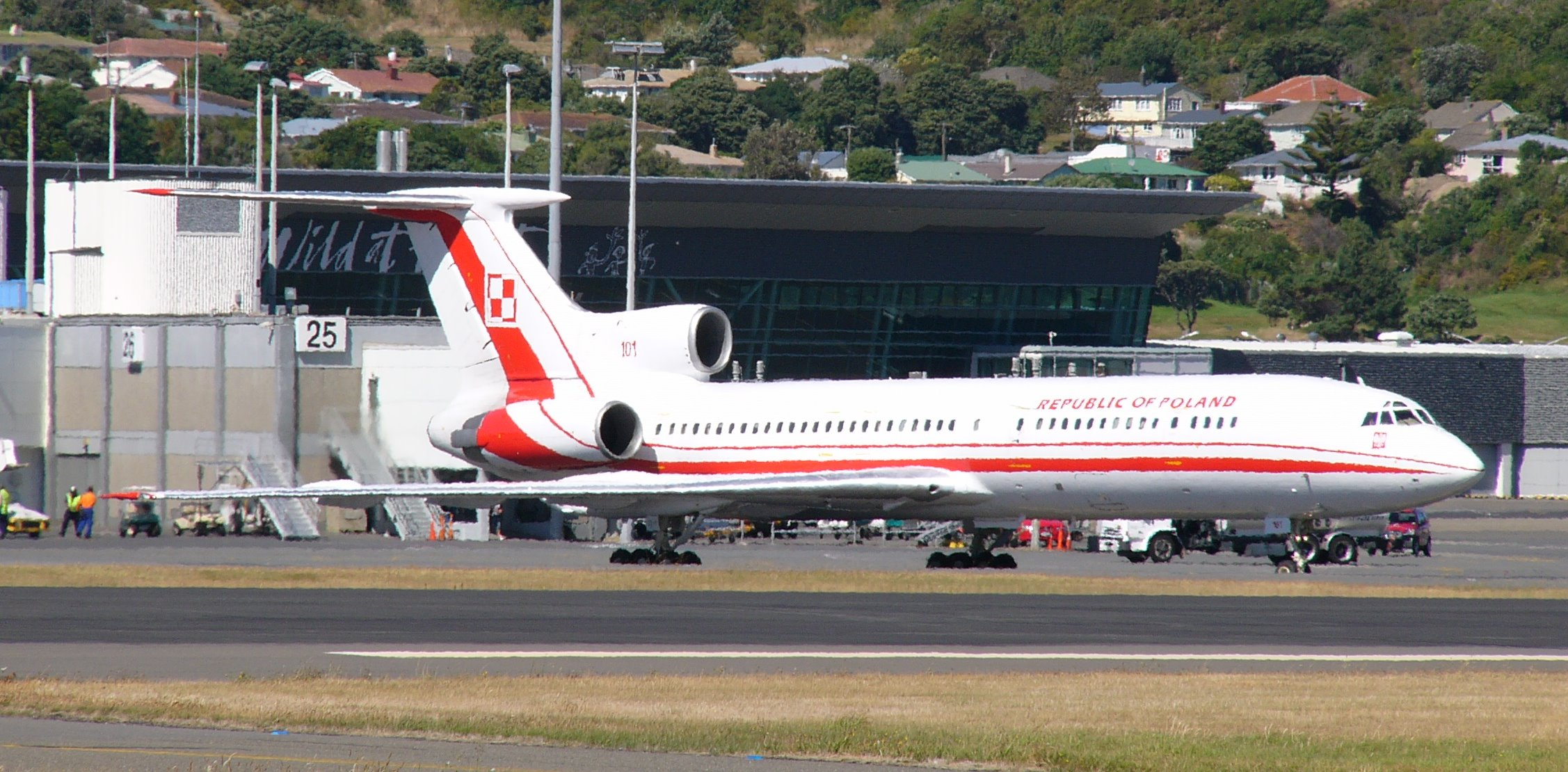
Tu-154M nr 101 na lotnisku w Wellington (2007 rok)

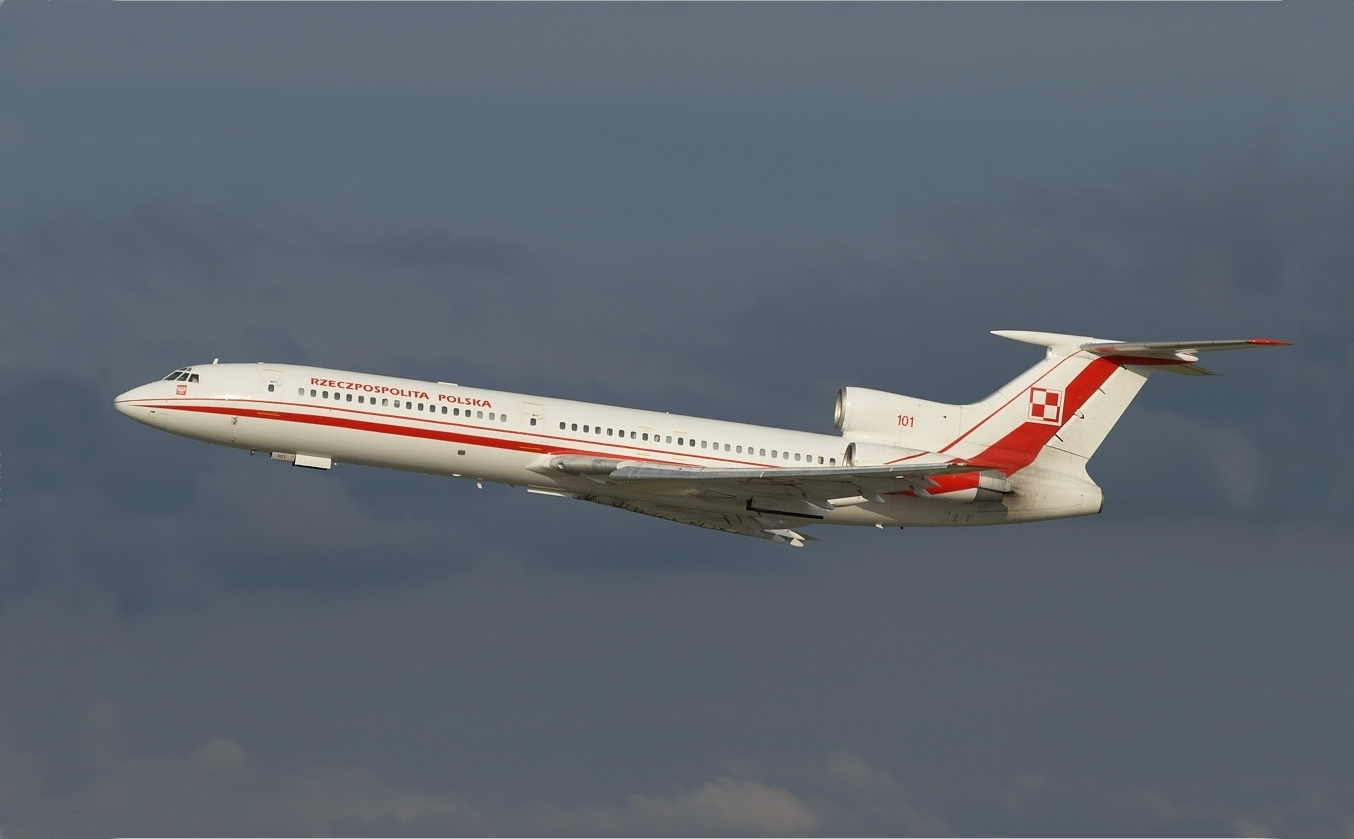
Tu-154M nr 101 startujący z lotniska w Kijowie (2008 rok)

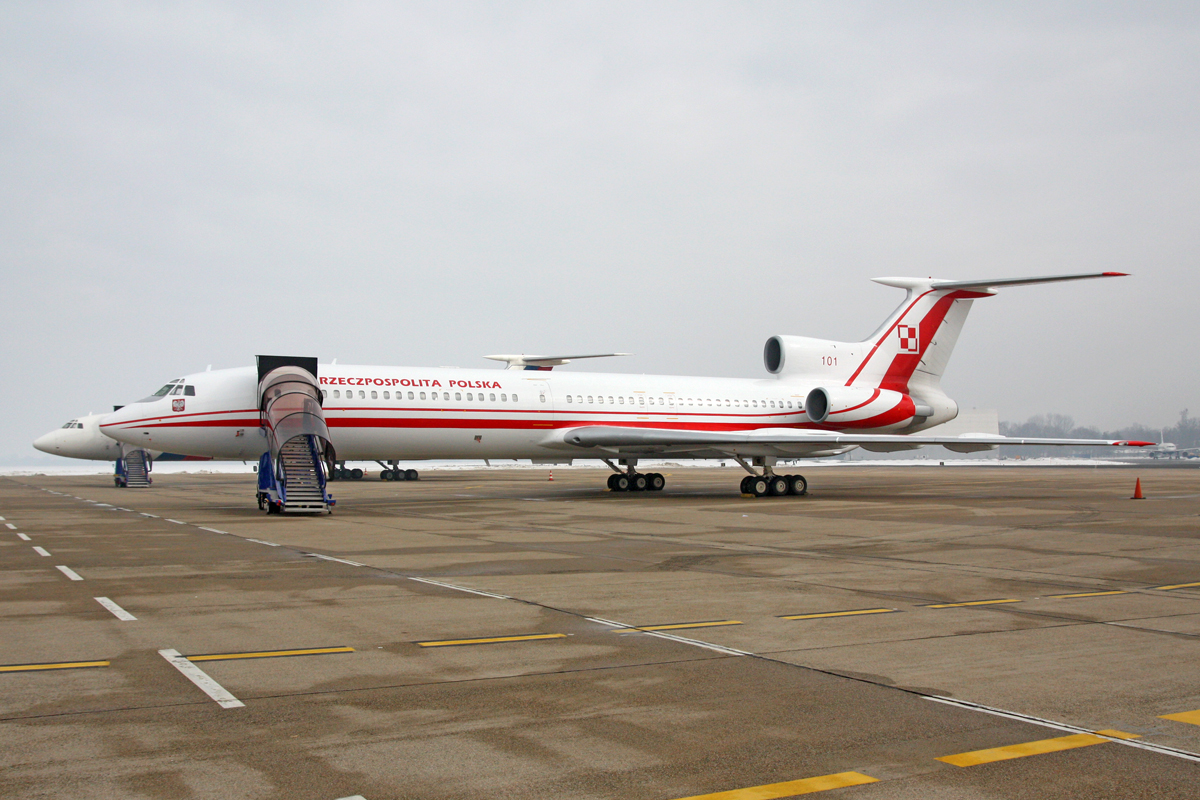
Tu-154M nr 101 na lotnisku w Zagrzebiu (2010 rok)

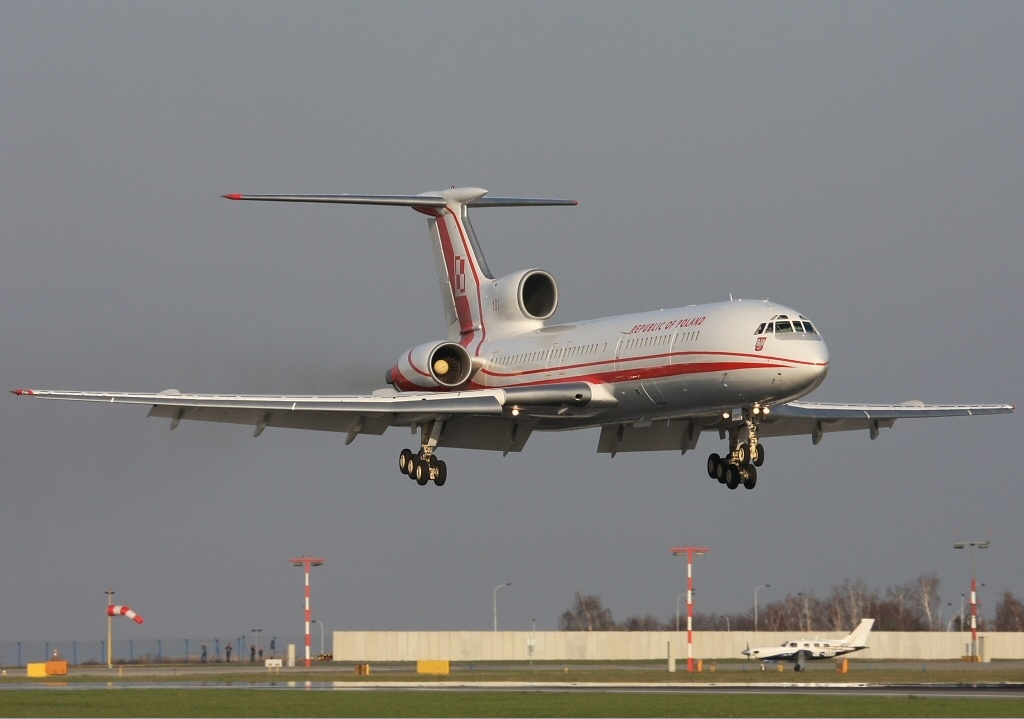
Tu-154M nr 101 na lotnisku w Pradze (2010 rok)

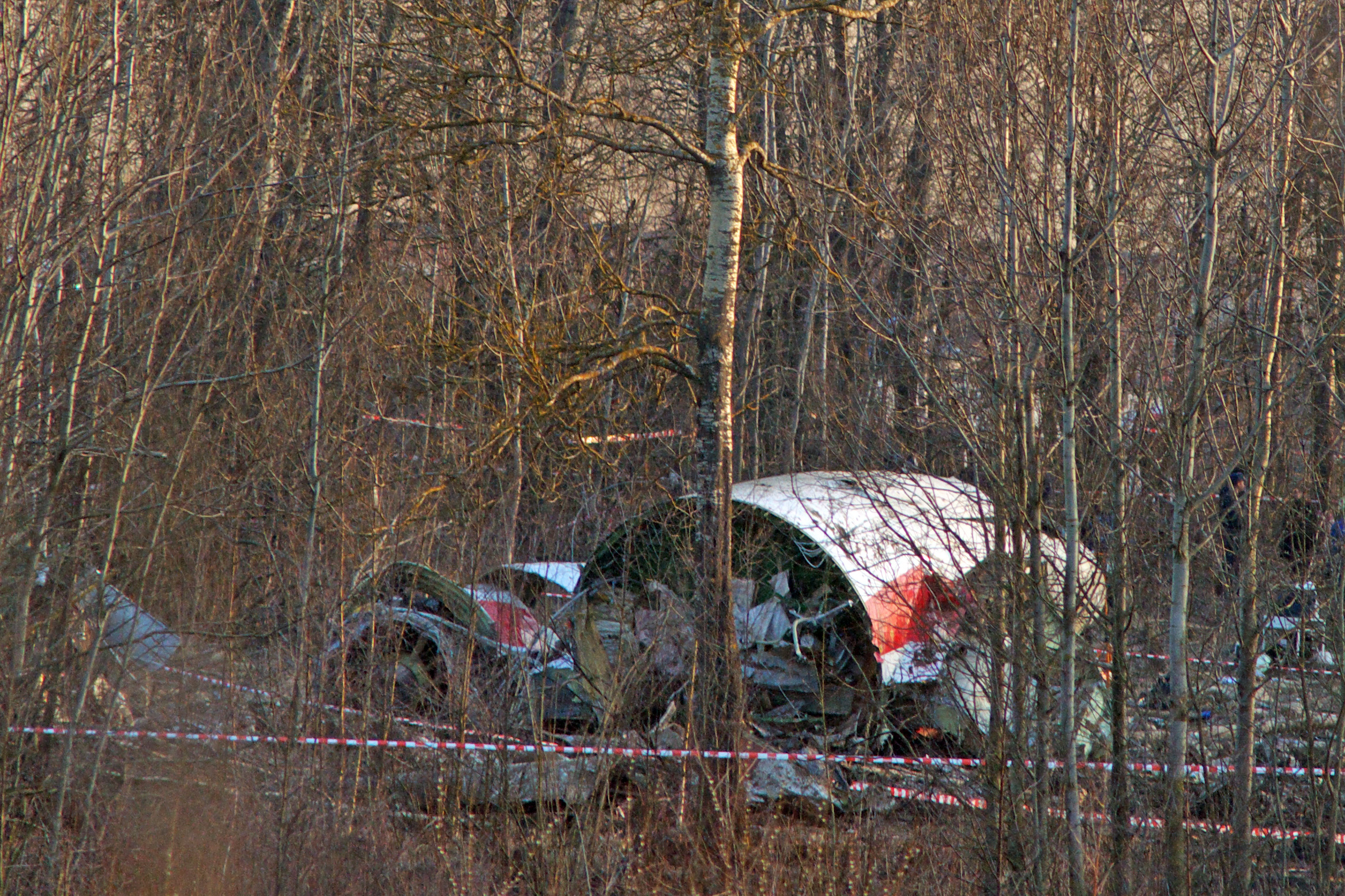
Szczątki samolotu Tu-154M nr 101 na miejscu katastrofy w Smoleńsku (10 kwietnia 2010 roku)

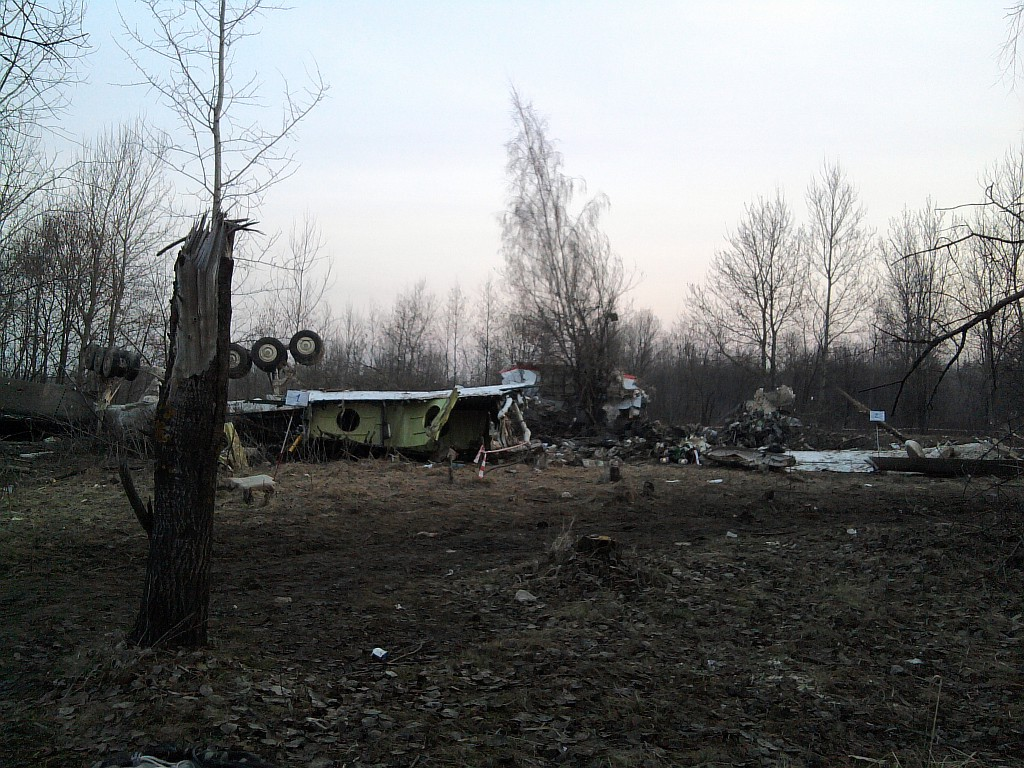
Podwozie Tu-154M nr 101 na miejscu katastrofy (11 kwietnia 2010)

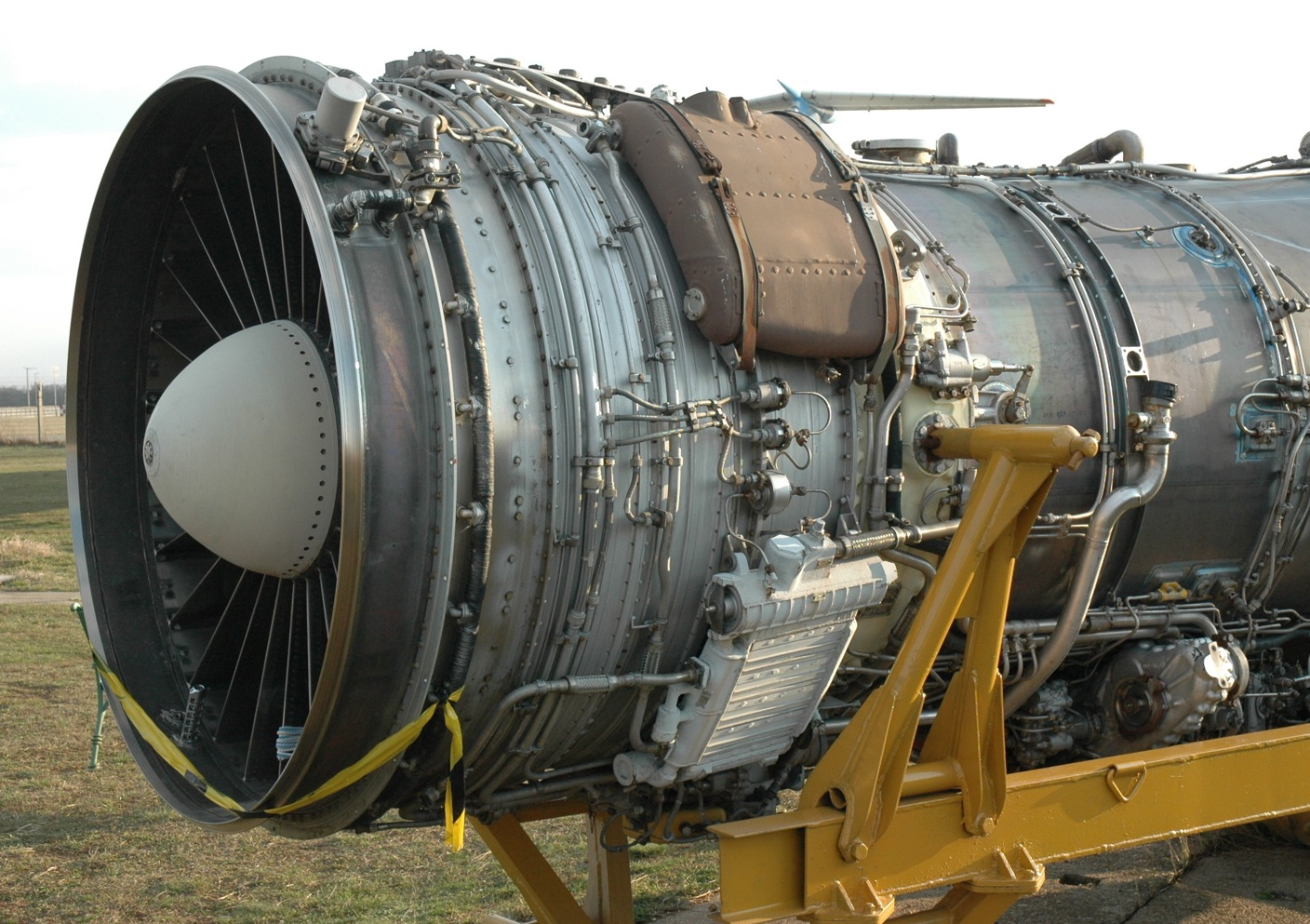
Silnik turboodrzutowy Sołowiew D30KU-154, podobny do wykorzystywanych przez Tu-154 nr 101

Polski samolot Tu-154M nr boczny 101 – wojskowy samolot Tupolew Tu-154M Lux, który 10 kwietnia 2010 roku uległ katastrofie w Smoleńsku. Należał do 36 Specjalnego Pułku Lotnictwa Transportowego i znajdował się w dyspozycji Kancelarii Prezesa Rady Ministrów.

## Producent, napęd, malowanie, rejestracja
Samolot Tu-154M nr boczny 101 o numerze seryjnym 085837 (90A-837) został wyprodukowany 26 czerwca 1990 roku w zakładach lotniczych w Kujbyszewie w ZSRR; Polska zakupiła go w tym samym roku za kwotę 14 milionów rubli na mocy umowy polsko-radzieckiej z 27 maja 1989 roku. Nowy samolot dla VIP-ów zamówiono w ramach planów zakupowych Rady Ministrów z 1988 roku w celu zastąpienia wysłużonych maszyn Tupolew Tu-134A.
Napęd Tupolewa Tu-154M Lux nr 101 stanowiły trzy dwuprzepływowe silniki turboodrzutowe Sołowiew D30KU oraz silnik rozruchowy TA-6A. Pierwszy oblot miał miejsce 29 czerwca 1990 roku; 11 lipca 1990 roku samolot został odebrany przez stronę polską i następnego dnia włączony do służby w Siłach Powietrznych RP. Otrzymał malowanie będące połączeniem symboliki PLL LOT z wojskową oraz numery boczne 837 i 01. Po 1994 roku schemat malowania samolotów VIP w Polsce został zmieniony na obecnie obowiązujący. Wprowadzono także nową rejestrację. Na samolocie o numerze seryjnym 085837 liczby 837 i 01 zastąpiła 101.

## Resurs, nalot i remonty
W 1990 roku resurs techniczny maszyny szacowano na 30 000 godzin lotu, 15 000 lądowań lub 15 lat eksploatacji; pierwotne plany przewidywały wycofanie maszyny z eksploatacji w latach 2008–2010. Łączny nalot samolotu wynosił 5141 godzin. W czasie służby Tu-154M Lux nr boczny 101 był trzykrotnie remontowany. Pierwsze remonty wykonywały rosyjskie zakłady lotnicze WARZ-400 SA we Wnukowie, certyfikowane przez Międzypaństwowy Komitet Lotniczy, (ros.) Межгосударственный авиационный комитет (МАК), organ Wspólnoty Niepodległych Państw. Ostatni remont generalny, wykonany przez rosyjską firmę Awiakor SA w Samarze, również certyfikowaną przez Międzypaństwowy Komitet Lotniczy, remontującą samoloty Tu-154M m.in. na potrzeby rosyjskiego Ministerstwa Obrony, miał miejsce w dniach 2 czerwca 2009 roku – 23 grudnia 2009 roku (odlot samolotu z Polski do Samary nastąpił 20 maja 2009 roku). Przegląd naprawczy maszyny przeprowadzono w zakładach lotniczych w Samarze, układów hydraulicznych – w Ufie, silników – w Rybińsku. Za prace modernizacyjne w ramach remontu odpowiadało konsorcjum złożone z polskiej firmy MAW Telecom International SA oraz firmy Polit-Elektronik (reprezentanta przemysłu rosyjskiego). Po ostatnim remoncie producent samolotów Tupolew Tu-154M Lux gwarantował resurs na najmniej 6 lat, 7500 godzin lotu i 4500 lądowań. W przypadku silników zakłady Saturn SA w Rybińsku, również certyfikowane przez Międzypaństwowy Komitet Lotniczy, gwarantowały ich resurs na kolejne 6 lat i 5000 godzin lotu. W trakcie remontu w 2009 roku całkowicie zmodernizowano wnętrze maszyny, dzięki czemu stało się ono bardziej luksusowe; podzielono je na trzy saloniki i część pasażerską.
Od 21 grudnia 2009 roku do 9 kwietnia 2010 roku samolot Tu-154M nr boczny 101 wylatał około 138 godzin. 23 stycznia 2010 roku, w czasie lotu z pomocą humanitarną dla ofiar trzęsienia ziemi na Haiti, miał awarię zespołu ABSU (autopilota) oraz uszkodzenie agregatu sterowania wychyleniem lotek Ra-56-w-1; awaria wystąpiła na ziemi, na lotnisku w Portoryko, i została usunięta po kilku godzinach (po remoncie generalnym w 2009 roku, w okresie od grudnia 2009 roku do kwietnia 2010 roku, wystąpiło ogółem 11 usterek; przed remontem miały miejsce inne awarie). W marcu 2010 roku Dowództwo Sił Powietrznych RP przeprowadziło przegląd okresowy maszyny, a 6 kwietnia 2010 roku samolot odbył oblot komisyjny, ważny na dzień 7, 8 i 10 kwietnia 2010 roku. Przed północą 8 kwietnia 2010 roku, na 30 godzin przed wylotem do Smoleńska, Tu-154M nr 101 zderzył się z ptakiem po starcie z lotniska w Pradze; w Warszawie maszyna została sprawdzona i nie zanotowano żadnych uszkodzeń.

## Awionika

### Systemy sterowania i urządzenia nawigacyjne
Samolot był wyposażony w następujące urządzenia:
- rosyjski autopilot ABSU (ros. автоматическая бортовая система управления, АБСУ)[22]
- amerykański system nawigacyjny FMS UNS-1D[23], wyprodukowany przez Universal Avionics Systems Corporation (UASC) w Tucson w Stanach Zjednoczonych[24]
- system nawigacji satelitarnej GNSS (ang. Global Navigation Satellite System)[25]
- amerykański system ostrzegania o przeszkodach terenowych TAWS (ang. Terrain Awareness Warning System), również wyprodukowany przez Universal Avionics Systems Corporation (UASC) w Tucson[26], współpracujący z systemem nawigacyjnym UNS-1D (FMS)[27]
- pokładowy system zapobiegający zderzeniom statków powietrznych TCAS II, wersja change 7,0 w komplecie z dwoma transponderami TRA-67A (po katastrofie nie został odnaleziony)[28].

### Rejestratory danych
Maszyna posiadała pięć rejestratorów danych w tym dwa rejestratory katastroficzne (tzw. czarne skrzynki) zaprojektowane w sposób zwiększający możliwość przetrwania wypadku lotniczego.

#### Rejestratory katastroficzne
- rejestrator pokładowy MSRP-64M-6 nr 90969[29] (rejestrator katastroficzny parametrów lotu, zapisujący dane na taśmie magnetycznej, ang. Flight Data Recorder, FDR[30])
- rejestrator dźwiękowy MARS-BM nr 323025[29] (rejestrator katastroficzny rozmów prowadzonych w kokpicie samolotu, zapisujący dane na taśmie magnetycznej, ang. Cockpit Voice Recorder, CVR[30])

#### Rejestratory eksploatacyjne
- rejestrator szybkiego dostępu ATM-QAR/R128ENC[31] (elektroniczny rejestrator parametrów lotu bazujący na wyjmowanej kasecie do zapisu danych, produkcji polskiej firmy ATM PP sp. z o.o., z siedzibą w Warszawie, ang. Quick Access Recorder, QAR[30][32])
- eksploatacyjny rejestrator parametrów lotu z zasobnikiem KBN-1-1 i kasetą KS-13[29][33] (rejestrator wyprodukowany przez rosyjskie zakłady lotnicze „Pribor” w Kursku[34])
- trójkanałowy rejestrator eksploatacyjny K3-63, typu elektromechanicznego, z nośnikiem taśmowym[3] (po katastrofie nie został odnaleziony)[28].

#### Odmierzanie czasu lotu w rejestratorach danych
W rejestratorze parametrów lotu MSRP do odmierzania czasu lotu był wykorzystywany tzw. blok ITW-4. W dniu 10 kwietnia 2010 roku, przed rozpoczęciem lotu do Smoleńska, obsługa przygotowująca samolot wprowadziła do bloku ITW-4 czas warszawski. Czas lotu odmierzany przez ITW-4 był bezpośrednio zapisywany na czwartej ścieżce rejestratora rozmów MARS-BM oraz, ze względu na przyjęty sposób kodowania, z opóźnieniem rejestrowany w systemach
MSRP i ATM-QAR. W trakcie badania katastrofy w Smoleńsku polska Komisja Badania Wypadków Lotniczych Lotnictwa Państwowego (KBWLLP) ustaliła, że czas rejestratora parametrów lotu MSRP był opóźniony o 3,425 sekundy w stosunku do czasu rejestratora rozmów MARS-BM.

## Pasażerowie Tu-154M nr 101
W trakcie służby Tu-154M nr 101, czasem zwanego „polskim Air Force One”, jego pasażerami byli kolejni prezydenci Polski – Lech Wałęsa, Aleksander Kwaśniewski i Lech Kaczyński, a także premierzy, marszałkowie Sejmu, marszałkowie Senatu i inne osoby pełniące ważne funkcje państwowe. Niekiedy maszyna była wykorzystywana do przewozu polskich delegacji; w czerwcu 2007 roku Tu-154M nr 101 wykonał przelot z Baku do Erywania, przewożąc reprezentację Polski w piłce nożnej na mecz w tym mieście; dotarcie polskiej reprezentacji z Baku do Erywania było możliwe tylko dlatego, że rejs odbywał się samolotem rządowym, gdyż bezpośrednie loty samolotów należących do linii lotniczych między Azerbejdżanem i Armenią były zabronione.
Samolot był także wykorzystywany do przewożenia ekip ratowniczych i pomocy humanitarnej, m.in. dla ofiar trzęsienia ziemi na Haiti w styczniu 2010.

## Katastrofa w Smoleńsku
Konstrukcyjnie samolot był przystosowany do przewozu 90 pasażerów. W dniu 6 kwietnia 2010 roku, na polecenie Szefa Techniki Lotniczej 36 Specjalnego Pułku Lotnictwa Transportowego, dokonano zmiany konfiguracji wnętrza samolotu z 90 na 100 miejsc dla pasażerów. Zmiana ta dotyczyła saloniku nr 3, pierwotnie przeznaczonego dla 8 pasażerów, który przebudowano, by mógł pomieścić 18 pasażerów.
W kwietniu 2010 samolot został wykorzystany do dwóch lotów z Warszawy do Smoleńska w Rosji na uroczystości obchodów 70. rocznicy zbrodni katyńskiej: 7 kwietnia 2010 pierwszym pilotem był płk Bartosz Stroiński, a 10 kwietnia 2010 kpt. Arkadiusz Protasiuk (trzy dni wcześniej pełnił funkcję drugiego pilota).
Podczas drugiego z lotów, 10 kwietnia 2010 roku, Tu-154M nr boczny 101 uległ katastrofie w Smoleńsku. W tym samym miesiącu niektóre polskie muzea rozpoczęły starania mające na celu pozyskanie części wraku w celu ich ekspozycji. W czerwcu 2010 roku w rosyjskiej prasie pojawiły się informacje o możliwości oddania wraku na złom i przetopienia, co spotkało się z komentarzem rzecznika polskiej Prokuratury Generalnej, który stwierdził, że nie dopuszcza sytuacji, aby tak istotny dowód mógł ulec zniszczeniu (wnioski polskiej prokuratury wojskowej o pomoc prawną skierowane do Rosji w trakcie śledztwa w sprawie katastrofy obejmowały m.in. przekazanie wraku samolotu Tu-154M).

### Rozmieszczenie pasażerów w czasie lotu PLF 101
Prawdopodobne rozmieszczenie pasażerów na pokładzie Tu-154M nr 101 w czasie lotu PLF 101 w dniu 10 kwietnia 2010 roku było następujące:
- salonik I (4 miejsca[36]): Lech Kaczyński, Maria Kaczyńska
- salonik II (8 miejsc[36]): Ryszard Kaczorowski, Krzysztof Putra, Jerzy Szmajdziński, Krystyna Bochenek, Władysław Stasiak, Aleksander Szczygło, Paweł Wypych
- salonik III (początkowo 8 miejsc, od 6 kwietnia 2010 roku 18 miejsc[36]): Mariusz Handzlik, Andrzej Kremer, Stanisław Jerzy Komorowski, Tomasz Merta, gen. Franciszek Gągor, Andrzej Przewoźnik, Maciej Płażyński, Grażyna Gęsicka, Mariusz Kazana, bp gen. dyw. Tadeusz Płoski, abp gen. bryg. Miron Chodakowski, ks. płk Adam Pilch, gen. broni Bronisław Kwiatkowski, gen. broni pil. Andrzej Błasik, gen. dyw. Tadeusz Buk, gen. dyw. Włodzimierz Potasiński, wiceadm. Andrzej Karweta, gen. bryg. Kazimierz Gilarski
- część pasażerska: pozostali pasażerowie uczestniczący w locie PLF 101

### Wrak samolotu
5 sierpnia 2010 roku polska prokuratura zwróciła się do Rosji z wnioskiem o pomoc prawną, w którym prosiła m.in., aby „do czasu przekazania szczątków samolotu zabezpieczyć je przed negatywnym działaniem warunków atmosferycznych”; w sprawie tej wielokrotnie monitował stronę rosyjską akredytowany przedstawiciel Polski przy rosyjskiej komisji cywilno-wojskowej badającej przyczyny katastrofy, płk rez. pil. Edmund Klich. 20 sierpnia 2010 roku naczelny prokurator wojskowy gen. Krzysztof Parulski poinformował, że strona rosyjska zaproponowała zabezpieczenie wraku samolotu, dotychczas przechowywanego na wolnym powietrzu na terenie lotniska wojskowego Smoleńsk-Siewiernyj, przez okrycie go brezentem i otoczenie miejsca trzymetrowym płotem, co zostało zaakceptowane przez stronę polską. Prace mające na celu przykrycie wraku brezentową plandeką o powierzchni ok. 2,5 tys. m² rozpoczęto w dniu 4 października 2010 roku i zakończono 6 października 2010 roku.
W grudniu 2010 roku Prokuratura Okręgowa w Warszawie wszczęła śledztwo w sprawie niszczenia wraku przez funkcjonariuszy rosyjskich; jedną z podstaw zawiadomienia o przestępstwie był materiał filmowy Telewizji Polskiej ze Smoleńska, przedstawiający m.in. cięcie wraku przez miejscowe służby w trakcie akcji na miejscu katastrofy w kwietniu 2010 roku.
W styczniu 2012 roku nad wrakiem składowanym na lotnisku Siewiernyj zbudowano wiatę mającą chronić szczątki samolotu przed niekorzystnym wpływem warunków atmosferycznych. W kwietniu 2012 roku szczątki samolotu zaprezentowano na lotnisku w Smoleńsku dziennikarzom; wrak został wcześniej wymyty, co wywołało zdziwienie prawników, którzy wskazywali, że jest to dowód w sprawie i jako taki powinien pozostać w stanie jak w chwili zdarzenia. 13 kwietnia 2012 roku przedstawiciel Komitetu Śledczego Federacji Rosyjskiej Władimir Markin poinformował, iż rosyjskie organy śledcze nie podejmowały i nie planują podejmować żadnych czynności w celu oczyszczenia fragmentów samolotu.
12 marca 2015 roku Parlament Europejski przyjął Rezolucję w sprawie zabójstwa rosyjskiego przywódcy opozycji Borysa Niemcowa i stanu demokracji w Rosji z zapisem dotyczącym zwrotu Polsce wraku samolotu Tu-154, który w 2010 roku rozbił się pod Smoleńskiem. Parlament Europejski „wzywa władze rosyjskie do niezwłocznego zwrócenia Polsce wraku polskiego samolotu rządowego Tu-154 oraz wszystkich jego czarnych skrzynek; podkreśla fakt, że poziom zależności rosyjskiego sądownictwa od władz podważa możliwość przeprowadzenia jakiegokolwiek bezstronnego i uczciwego dochodzenia”. W preambule rezolucji znalazł się zapis „mając na uwadze, że wrak i czarne skrzynki polskiego samolotu rządowego Tu-154, który rozbił się w okolicach Smoleńska w kwietniu 2010 r., powodując śmierć prezydenta Rzeczypospolitej Polskiej i wybitnych osobistości z kręgów politycznych, wojskowych i kulturalnych, pozostają w rękach Rosjan; mając na uwadze, że władze rosyjskie odmawiają zwrócenia ich Polsce pomimo licznych wezwań”.